# WFV-Pokal
Der WFV-Pokal ist der Verbandspokal des 1951 gegründeten Württembergischen Fußballverbands (WFV). Der Fußballwettbewerb wird im Männerfußballbereich seit 1950 und im Frauenfußball seit 1977 ausgetragen. Dabei gab es wechselnde Voraussetzungen für die Teilnehmer. Grundsätzlich handelt es sich um einen Amateurwettbewerb, jedoch sind bei den Männern auch württembergische Profimannschaften der 3. Liga startberechtigt. Zudem gibt es verbandsweit Juniorenpokalwettbewerbe. Rekordpokalsieger bei den Männern ist der SSV Ulm 1846 mit elf, bei den Frauen der TSV Crailsheim mit acht Pokalsiegen.
Vor Gründung des heutigen WFV gab es bereits ab 1946 einen Württembergischen Fußballverband in der nordwürttembergischen amerikanischen Besatzungszone, dessen Pokal einen Vorläufer des WFV-Pokals darstellt und an dem Vertragsspielermannschaften teilnahmen.

## Männer
Ein erster WFV-Pokal wurde ab 1946 ausgespielt, dieser erstreckte sich auf die nordwürttembergische amerikanische Besatzungszone als Einzugsbereich des damaligen Württembergischen Fußballverbandes. Auch nach Einführung des Vertragsspielerstatus in der Oberliga Süd nahmen diese Mannschaften noch am Wettbewerb teil. Letztmals wurde in dieser Konstellation in der Spielzeit 1949/50 gespielt, da bereits im Vorfeld der Fusion der regionalen Fußballverbände in Nord- und Südwürttemberg/Hohenzollern der Spielbetrieb ab Sommer 1950 gemeinsam organisiert wurde. Bis dahin hatten die Stuttgarter Kickers (1946), der 1. Göppinger SV (1947), der VfB Stuttgart (1948), die TSG Ulm 1846 (1949) und der 1. FC Normannia Gmünd (1950) den Wettbewerb jeweils gewonnen.
Als Männerwettbewerb in seiner derzeitigen Form wird er seit 1950 – damals noch als reiner Amateur-Pokalwettbewerb ohne Vertragsspielermannschaften – vom Württembergischen Fußballverband ausgetragen und trägt seit der Saison 2016/17 die Bezeichnung „DB Regio-wfv-Pokal“. Zuvor hieß der Pokal aufgrund des Sponsorings der Bitburger Brauerei von 2011 bis Januar 2017 Bitburger-wfv-Pokal.
Teilnahmeberechtigt sind alle württembergischen Mannschaften der 3. Liga, Regionalliga Süd (4. Liga), Oberliga Baden-Württemberg (5. Liga), Verbandsliga Württemberg (6. Liga), Landesliga Württemberg (7. Liga) sowie die Bezirkspokalsieger. Im K.-o.-System spielen max. 128 Mannschaften den Pokalsieger aus, der dann im folgenden Spieljahr an der 1. Hauptrunde des DFB-Pokals teilnehmen darf. Historisch qualifizierten sich teilweise auch der unterlegene Pokalfinalist oder weitere Mannschaften für den DFB-Pokal, zeitweise war der Süddeutsche Pokalwettbewerb dazwischen angesiedelt.
Seit 2015 findet das Endspiel im Stuttgarter Gazi-Stadion auf der Waldau statt, vorher wurden die Finale an unterschiedlichen Standorten in Württemberg ausgetragen. Rekordsieger ist der SSV Ulm 1846 (inklusive Vorgänger) mit elf Pokalsiegen, inklusive Amateurmannschaft standen die „Spatzen“ insgesamt 17 Mal im Endspiel. Die längsten Siegesserien verbuchen der 1. FC Heidenheim (2011–2014) und der SSV Ulm 1846 (2018–2021) mit jeweils vier Titeln in Folge. Neben den beiden Klubs konnten die VfB Stuttgart Amateure (1990, 1981), der SSV Ulm 1846 (1982, 1983 sowie 1994, 1995), der VfR Aalen (2001, 2002), und die Stuttgarter Kickers (2005, 2006) ihren Titel jeweils erfolgreich verteidigen.

### Endspiele und Pokalsieger

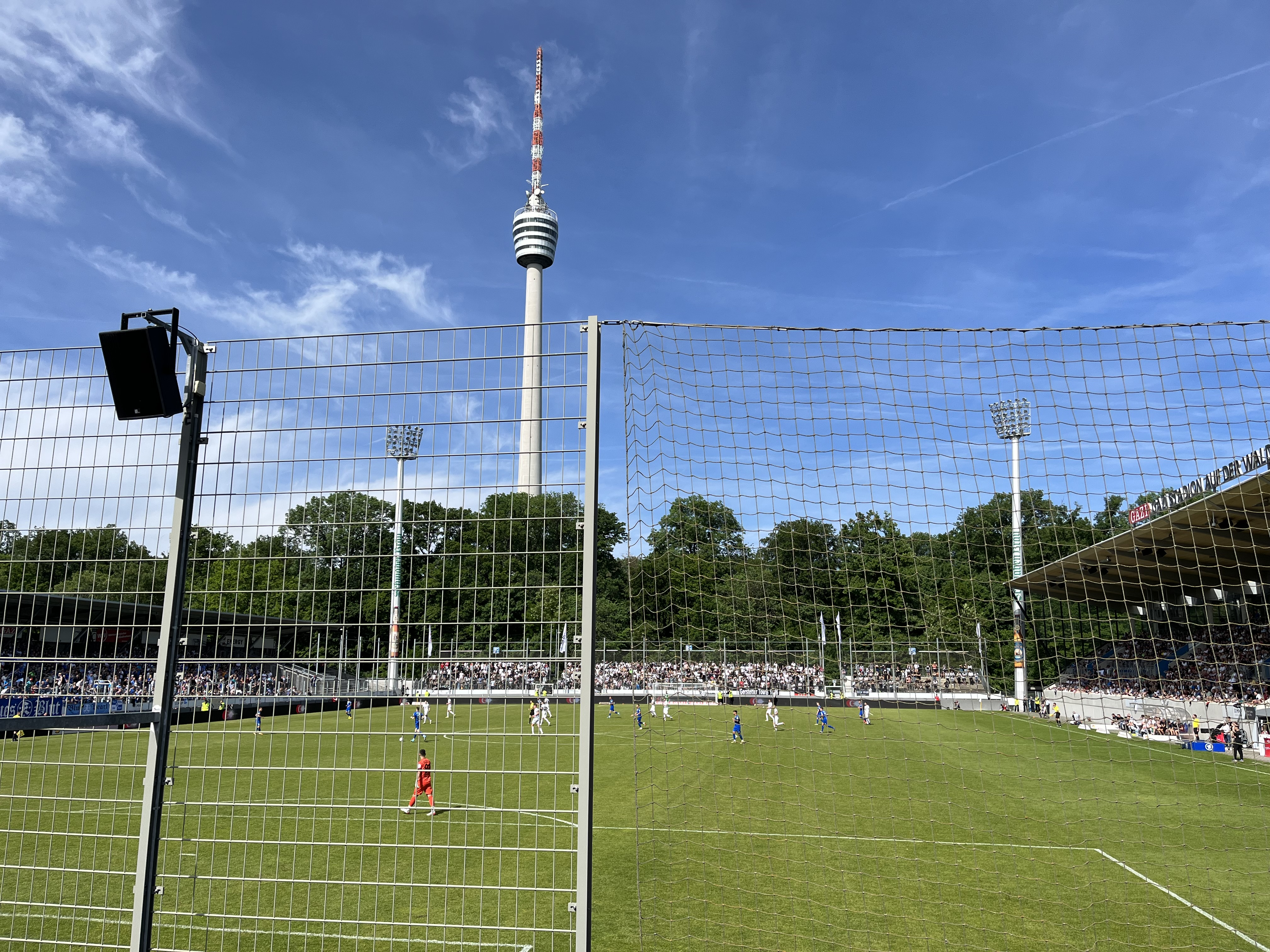
Impression vom WFV-Pokal-Finale am 21. Mai 2022 zwischen den Stuttgarter Kickers und dem SSV Ulm 1846 im Gazi-Stadion auf der Waldau

Für ausführlichere Informationen zu den einzelnen Saisons siehe die Navigationsleiste „Austragungen des WFV-Pokal“ am Ende des Artikels.
| Datum             | Ort                                                                                         | Sieger                                                                                      | Gegner                                                                                      | Ergebnis                                                                                    | Zuschauer                                                                                   |
| ----------------- | ------------------------------------------------------------------------------------------- | ------------------------------------------------------------------------------------------- | ------------------------------------------------------------------------------------------- | ------------------------------------------------------------------------------------------- | ------------------------------------------------------------------------------------------- |
| 26. August 1951   | Schorndorf                                                                                  | ESC Ulm                                                                                     | TSG Öhringen                                                                                | 3:0                                                                                         | 1.500                                                                                       |
| 1952              | kein Pokalwettbewerb ausgetragen                                                            | kein Pokalwettbewerb ausgetragen                                                            | kein Pokalwettbewerb ausgetragen                                                            | kein Pokalwettbewerb ausgetragen                                                            | kein Pokalwettbewerb ausgetragen                                                            |
| 1953              | kein Pokalwettbewerb ausgetragen                                                            | kein Pokalwettbewerb ausgetragen                                                            | kein Pokalwettbewerb ausgetragen                                                            | kein Pokalwettbewerb ausgetragen                                                            | kein Pokalwettbewerb ausgetragen                                                            |
| 15. August 1954   | Echterdingen                                                                                | FV 09 Nürtingen                                                                             | Stuttgarter SC                                                                              | 3:2                                                                                         | 1.500                                                                                       |
| 23. Juli 1955     | Tübingen                                                                                    | Stuttgarter SC                                                                              | SpVgg Trossingen                                                                            | 5:0                                                                                         | 2.000                                                                                       |
| 28. Juli 1956     | Sindelfingen                                                                                | 1. FC Eislingen                                                                             | Union Böckingen                                                                             | 1:0                                                                                         | 1.200                                                                                       |
| 30. Juni 1957     | Geislingen                                                                                  | 1. SSV Ulm 1928                                                                             | 1. FC Eislingen                                                                             | 5:2                                                                                         | 2.000                                                                                       |
| 22. November 1958 | Munderkingen                                                                                | 1. FC-TV Urbach                                                                             | FC Wangen 05                                                                                | 3:1                                                                                         | 600                                                                                         |
| 1959              | Wettbewerb abgebrochen, nachdem die sechs Teilnehmer für den Süddeutschen Pokal feststanden | Wettbewerb abgebrochen, nachdem die sechs Teilnehmer für den Süddeutschen Pokal feststanden | Wettbewerb abgebrochen, nachdem die sechs Teilnehmer für den Süddeutschen Pokal feststanden | Wettbewerb abgebrochen, nachdem die sechs Teilnehmer für den Süddeutschen Pokal feststanden | Wettbewerb abgebrochen, nachdem die sechs Teilnehmer für den Süddeutschen Pokal feststanden |
| 19. November 1960 | Hechingen                                                                                   | VfR Schwenningen                                                                            | TV Echterdingen                                                                             | 4:3                                                                                         | 700                                                                                         |
| 21. April 1962    | Metzingen                                                                                   | VfL Kirchheim/Teck                                                                          | TSV Eningen u. A.                                                                           | 7:1                                                                                         | 2.000                                                                                       |
| 12. August 1962   | Esslingen                                                                                   | SV Germania Bietigheim                                                                      | FV 09 Nürtingen                                                                             | 2:0                                                                                         | 2.000                                                                                       |
| 11. August 1963   | Heidenheim                                                                                  | FV Illertissen                                                                              | SV Hussenhofen                                                                              | 3:1                                                                                         | 2.000                                                                                       |
| 12. Juli 1964     | Echterdingen                                                                                | SpVgg Neckarsulm                                                                            | SV Spaichingen                                                                              | 3:2                                                                                         | 2.000                                                                                       |
| 27. Juni 1965     | Kirchheim/Teck                                                                              | VfL Heidenheim                                                                              | Stuttgarter SC                                                                              | 3:2                                                                                         | 1.200                                                                                       |
| 9. Juli 1966      | Biberach/Riß                                                                                | SpVgg Lindau 1919                                                                           | TSG Backnang                                                                                | 5:3                                                                                         | 2.000                                                                                       |
| 1. Juli 1967      | Saulgau                                                                                     | TG Biberach                                                                                 | SC Schwenningen                                                                             | 6:2                                                                                         | 1.300                                                                                       |
| 29. Juni 1968     | Lindau                                                                                      | SpVgg Lindau 1919                                                                           | Union Böckingen                                                                             | 1:0 n. V.                                                                                   | 1.500                                                                                       |
| 21. Juni 1969     | Tübingen                                                                                    | SpVgg Neckarsulm                                                                            | SSV Reutlingen 05 Amateure                                                                  | 4:2 n. V.                                                                                   | 1.500                                                                                       |
| 28. Juni 1970     | Schwäbisch Gmünd                                                                            | VfB Stuttgart Amateure                                                                      | VfL Heidenheim                                                                              | 0:0 n. V., 4:3 i. E.                                                                        | 700                                                                                         |
| 3. Juli 1971      | Ravensburg                                                                                  | VfL Sindelfingen                                                                            | FV Ravensburg                                                                               | 1:1 n. V., 4:2 i. E.                                                                        | 2.500                                                                                       |
| 2. Juli 1972      | Ravensburg                                                                                  | VfR Aalen                                                                                   | FV Ravensburg                                                                               | 5:3                                                                                         | 2.000                                                                                       |
| 7. Juli 1973      | Weingarten                                                                                  | TV Gültstein                                                                                | SV Weingarten                                                                               | 1:0                                                                                         | 2.000                                                                                       |
| 12. Juni 1974     | Ludwigsburg                                                                                 | SpVgg 07 Ludwigsburg                                                                        | VfB Stuttgart Amateure                                                                      | 0:0 n. V., 5:4 i. E.                                                                        | 1.700                                                                                       |
| 29. März 1975     | Freudenstadt                                                                                | Spvgg Freudenstadt                                                                          | SpVgg Lindau 1919                                                                           | 0:0 n. V., 2:1 i. E.                                                                        | 2.000                                                                                       |
| 30. Mai 1976      | Göppingen                                                                                   | TV Unterboihingen                                                                           | SSV Ulm 1846                                                                                | 1:1 n. V., 4:3 i. E.                                                                        | 1.500                                                                                       |
| 4. Juni 1977      | Schwäbisch Gmünd                                                                            | 1. FC Normannia Gmünd                                                                       | Heidenheimer SB                                                                             | 2:1                                                                                         | 2.200                                                                                       |
| 7. Mai 1978       | Böckingen                                                                                   | 1. FC Eislingen                                                                             | Union Böckingen                                                                             | 3:2 n. V.                                                                                   | 1.500                                                                                       |
| 4. Juni 1979      | Aalen                                                                                       | VfR Aalen                                                                                   | FV Biberach                                                                                 | 1:0                                                                                         | 1.500                                                                                       |
| 30. April 1980    | Stuttgart                                                                                   | VfB Stuttgart Amateure                                                                      | VfR Heilbronn                                                                               | 3:2                                                                                         | 400                                                                                         |
| 20. Mai 1981      | Ludwigsburg                                                                                 | VfB Stuttgart Amateure                                                                      | SpVgg 07 Ludwigsburg                                                                        | 2:1 n. V.                                                                                   | 2.700                                                                                       |
| 18. Mai 1982      | Kirchheim/Teck                                                                              | SSV Ulm 1846                                                                                | VfB Stuttgart Amateure                                                                      | 2:0 n. V.                                                                                   | 1.500                                                                                       |
| 18. Mai 1983      | Ulm                                                                                         | SSV Ulm 1846                                                                                | SV Göppingen                                                                                | 3:1                                                                                         | 700                                                                                         |
| 8. Mai 1984       | Geislingen                                                                                  | SC Geislingen                                                                               | TSV Ofterdingen                                                                             | 2:1                                                                                         | 1.500                                                                                       |
| 1. Juni 1985      | Wangen                                                                                      | FV Ebingen                                                                                  | FC Wangen 05                                                                                | 4:3                                                                                         | 1.800                                                                                       |
| 19. Mai 1986      | Heidenheim                                                                                  | VfR Aalen                                                                                   | TSG Giengen                                                                                 | 2:2 n. V., 7:6 i. E.                                                                        | 3.500                                                                                       |
| 3. Juni 1987      | Heidenheim                                                                                  | TSG Giengen                                                                                 | VfR Aalen                                                                                   | 5:1                                                                                         | 2.000                                                                                       |
| 19. Mai 1988      | Nürtingen                                                                                   | SSV Reutlingen 05                                                                           | VfL Kirchheim/Teck                                                                          | 4:2                                                                                         | 1.900                                                                                       |
| 10. Mai 1989      | Illertissen                                                                                 | SC Geislingen                                                                               | FC Wangen 05                                                                                | 3:0                                                                                         | 600                                                                                         |
| 1. Mai 1990       | Reutlingen                                                                                  | SSV Reutlingen 05                                                                           | FC Wangen 05                                                                                | 3:0                                                                                         | 2.100                                                                                       |
| 20. Mai 1991      | Reutlingen                                                                                  | TSG Backnang 1919                                                                           | SSV Reutlingen 05                                                                           | 2:1                                                                                         | 1.500                                                                                       |
| 19. Mai 1992      | Ulm                                                                                         | SSV Ulm 1846                                                                                | VfR Aalen                                                                                   | 3:2 n. V.                                                                                   | 800                                                                                         |
| 2. Juni 1993      | Ditzingen                                                                                   | TSF Ditzingen                                                                               | SV Böblingen                                                                                | 3:2                                                                                         | 1.200                                                                                       |
| 3. Mai 1994       | Ulm                                                                                         | SSV Ulm 1846                                                                                | TSF Ditzingen                                                                               | 6:0                                                                                         | 1.000                                                                                       |
| 3. Mai 1995       | Ulm                                                                                         | SSV Ulm 1846                                                                                | SSV Reutlingen 05                                                                           | 4:1                                                                                         | 1.000                                                                                       |
| 22. Mai 1996      | Kirchheim/Teck                                                                              | SV Bonlanden                                                                                | SpVgg Au/Iller                                                                              | 1:0                                                                                         | 900                                                                                         |
| 20. Mai 1997      | Eislingen                                                                                   | SSV Ulm 1846                                                                                | VfL Kirchheim/Teck                                                                          | 1:0                                                                                         | 2.300                                                                                       |
| 27. Mai 1998      | Heidenheim                                                                                  | Sportfreunde Dorfmerkingen                                                                  | SSV Ulm 1846 Amateure                                                                       | 1:0                                                                                         | 1.000                                                                                       |
| 6. Juni 1999      | Schorndorf                                                                                  | SSV Reutlingen 05                                                                           | VfR Aalen                                                                                   | 2:1 n. V.                                                                                   | 800                                                                                         |
| 25. Juli 2000     | Kirchheim/Teck                                                                              | VfB Stuttgart Amateure                                                                      | SSV Ulm 1846 Amateure                                                                       | 3:1                                                                                         | 1.000                                                                                       |
| 30. Mai 2001      | Heidenheim                                                                                  | VfR Aalen                                                                                   | SSV Ulm 1846 Amateure                                                                       | 2:0                                                                                         | 1.400                                                                                       |
| 14. Mai 2002      | Eislingen                                                                                   | VfR Aalen                                                                                   | VfB Stuttgart Amateure                                                                      | 2:0                                                                                         | 1.300                                                                                       |
| 27. Mai 2003      | Sindelfingen                                                                                | VfL Kirchheim/Teck                                                                          | Stuttgarter Kickers                                                                         | 2:1                                                                                         | 1.200                                                                                       |
| 19. Mai 2004      | Fellbach                                                                                    | VfR Aalen                                                                                   | FSV 08 Bissingen                                                                            | 8:0                                                                                         | 1.000                                                                                       |
| 25. Mai 2005      | Eislingen                                                                                   | Stuttgarter Kickers                                                                         | Heidenheimer SB                                                                             | 3:1                                                                                         | 1.500                                                                                       |
| 24. Mai 2006      | Kirchheim/Teck                                                                              | Stuttgarter Kickers                                                                         | SSV Ulm 1846                                                                                | 3:3 n. V., 7:6 i. E.                                                                        | 2.300                                                                                       |
| 29. Mai 2007      | Aalen                                                                                       | 1. FC Normannia Gmünd                                                                       | SSV Ulm 1846                                                                                | 2:1                                                                                         | 1.300                                                                                       |
| 3. Juni 2008      | Ellwangen/Jagst                                                                             | 1. FC Heidenheim                                                                            | TSV Crailsheim                                                                              | 3:2                                                                                         | 2.500                                                                                       |
| 2. Juni 2009      | Schwieberdingen                                                                             | SG Sonnenhof Großaspach                                                                     | SpVgg 07 Ludwigsburg                                                                        | 1:0                                                                                         | 1.500                                                                                       |
| 26. Mai 2010      | Ulm                                                                                         | VfR Aalen                                                                                   | FV Illertissen                                                                              | 4:1                                                                                         | 2.200                                                                                       |
| 11. Mai 2011      | Kirchheim/Teck                                                                              | 1. FC Heidenheim                                                                            | 1. FC Normannia Gmünd                                                                       | 2:0                                                                                         | 2.100                                                                                       |
| 9. Mai 2012       | Aalen                                                                                       | 1. FC Heidenheim                                                                            | SG Sonnenhof Großaspach                                                                     | 2:0                                                                                         | 2.300                                                                                       |
| 7. Mai 2013       | Großaspach                                                                                  | 1. FC Heidenheim                                                                            | Neckarsulmer Sport-Union                                                                    | 3:1                                                                                         | 1.500                                                                                       |
| 7. Mai 2014       | Großaspach                                                                                  | 1. FC Heidenheim                                                                            | Stuttgarter Kickers                                                                         | 4:2                                                                                         | 2.500                                                                                       |
| 6. Mai 2015       | Stuttgart                                                                                   | SSV Reutlingen 05                                                                           | FV Ravensburg                                                                               | 2:1                                                                                         | 3.658                                                                                       |
| 28. Mai 2016      | Stuttgart                                                                                   | FV Ravensburg                                                                               | FSV 08 Bissingen                                                                            | 5:2                                                                                         | 3.660                                                                                       |
| 25. Mai 2017      | Stuttgart                                                                                   | Sportfreunde Dorfmerkingen                                                                  | Stuttgarter Kickers                                                                         | 3:1                                                                                         | 5.150                                                                                       |
| 21. Mai 2018      | Stuttgart                                                                                   | SSV Ulm 1846 Fußball                                                                        | TSV Ilshofen                                                                                | 3:0                                                                                         | 3.900                                                                                       |
| 25. Mai 2019      | Stuttgart                                                                                   | SSV Ulm 1846 Fußball                                                                        | TSV Essingen                                                                                | 2:0                                                                                         | 3.400                                                                                       |
| 22. August 2020   | Stuttgart                                                                                   | SSV Ulm 1846 Fußball                                                                        | TSG Balingen                                                                                | 3:0                                                                                         | 0                                                                                           |
| 29. Mai 2021      | Stuttgart                                                                                   | SSV Ulm 1846 Fußball                                                                        | TSG Balingen                                                                                | 3:0                                                                                         | 0                                                                                           |
| 21. Mai 2022      | Stuttgart                                                                                   | Stuttgarter Kickers                                                                         | SSV Ulm 1846 Fußball                                                                        | 0:0 n. V., 5:4 i. E.                                                                        | 7.300                                                                                       |
| 3. Juni 2023      | Stuttgart                                                                                   | TSG Balingen                                                                                | Stuttgarter Kickers                                                                         | 1:1 n. V., 5:4 i. E.                                                                        | 8.507                                                                                       |
| 25. Mai 2024      | Großaspach                                                                                  | VfR Aalen                                                                                   | SG Sonnenhof Großaspach                                                                     | 4:1                                                                                         | 3.217                                                                                       |
| 24. Mai 2025      | Stuttgart                                                                                   | SG Sonnenhof Großaspach                                                                     | TSG Balingen                                                                                | 2:0                                                                                         | 2.817                                                                                       |

### Rekordpokalsieger
| Rang | Verein                     | Pokalsiege | Jahr(e)                                                            |
| --- | -------------------------- | ---------- | ------------------------------------------------------------------ |
| 1 | SSV Ulm 1846 Fußball 1     | 11         | 1957 2, 1982, 1983, 1992, 1994, 1995, 1997, 2018, 2019, 2020, 2021 |
| 2 | VfR Aalen                  | 8          | 1972, 1979, 1986, 2001, 2002, 2004, 2010, 2024                     |
| 3 | 1. FC Heidenheim           | 6          | 1965 3, 2008, 2011, 2012, 2013, 2014                               |
| 4 | SSV Reutlingen 05          | 4          | 1988, 1990, 1999, 2015                                             |
| 4 | VfB Stuttgart Amateure     | 4          | 1970, 1980, 1981, 2000                                             |
| 6 | Stuttgarter Kickers        | 3          | 2005, 2006, 2022                                                   |
| 7 | Sportfreunde Dorfmerkingen | 2          | 1998, 2017                                                         |
| 7 | 1. FC Eislingen            | 2          | 1956, 1978                                                         |
| 7 | SC Geislingen              | 2          | 1984, 1989                                                         |
| 7 | SpVgg Lindau               | 2          | 1966, 1968                                                         |
| 7 | Sport-Union Neckarsulm     | 2          | 1964 4, 1969 4                                                     |
| 7 | 1. FC Normannia Gmünd      | 2          | 1977, 2007                                                         |
| 7 | SG Sonnenhof Großaspach    | 2          | 2009, 2025                                                         |
| 7 | VfL Kirchheim/Teck         | 2          | 1961, 2003                                                         |
| 1 Von 1970 bis zur Abspaltung vom Gesamtverein im Jahr 2009 lautete die Bezeichnung des Vereins SSV Ulm 1846. 2 Der Titel wurde vom Vorgängerverein 1. SSV Ulm 1928 gewonnen. 3 Der Titel wurde vom Vorgängerverein VfL Heidenheim gewonnen. 4 Die beiden Titel wurden vom Vorgängerverein SpVgg Neckarsulm gewonnen. |                            |            |                                                                    |

## Frauen
Zum ersten Mal wurde in der Saison 1977/78 für die Frauenmannschaften ein Verbandspokal vom Württembergischen Fußballverband ausgetragen, den der VfL Schorndorf gewinnen konnte. Rekordpokalsieger des Frauenwettbewerbs ist der TSV Crailsheim mit acht Pokalsiegen. Seit der Saison 2021/22 wurde er in Sport-Lines wfv-Pokal umbenannt.

### Endspiele und Pokalsieger
| Saison    | Sieger                                                     | Gegner                                                     | Ergebnis                                                   |
| --------- | ---------------------------------------------------------- | ---------------------------------------------------------- | ---------------------------------------------------------- |
| 1977/78   | VfL Schorndorf                                             |                                                            |                                                            |
| 1978/79   | VfL Schorndorf                                             |                                                            |                                                            |
| 1979/80   | FV Bellenberg                                              |                                                            |                                                            |
| 1980/81   | VfL Schorndorf                                             |                                                            |                                                            |
| 1981/82   | SV Oberteuringen                                           |                                                            |                                                            |
| 1982/83   | VfL Schorndorf                                             |                                                            |                                                            |
| 1983/84   | VfL Schorndorf                                             |                                                            |                                                            |
| 1984/85   | SV Oberteuringen                                           |                                                            |                                                            |
| 1985/86   | SV Oberteuringen                                           |                                                            |                                                            |
| 1986/87   | VfL Sindelfingen                                           |                                                            |                                                            |
| 1987/88   | TSV Ludwigsburg                                            |                                                            |                                                            |
| 1988/89   | VfL Sindelfingen                                           |                                                            |                                                            |
| 1989/90   | VfL Sindelfingen                                           |                                                            |                                                            |
| 1990/91   | SV Oberteuringen                                           |                                                            |                                                            |
| 1991/92   | TSV Crailsheim                                             | FV Faurndau                                                |                                                            |
| 1992/93   | TSV Crailsheim                                             | SV Zussdorf                                                |                                                            |
| 1993/94   | TSV Crailsheim                                             | SV Oberteuringen                                           | 4:1                                                        |
| 1994/95   | TSV Crailsheim                                             | VfL Sindelfingen II                                        |                                                            |
| 1995/96   | TSV Ludwigsburg                                            | FV Löchgau                                                 |                                                            |
| 1996/97   | Eintracht Seekirch                                         | TSV Ludwigsburg                                            |                                                            |
| 1997/98   | SV Oberteuringen                                           |                                                            |                                                            |
| 1998/99   | SV Oberteuringen                                           |                                                            |                                                            |
| 1999/2000 | TSV Crailsheim                                             | SV Jungingen                                               |                                                            |
| 2000/01   | Eintracht Seekirch                                         |                                                            |                                                            |
| 2001/02   | TSV Crailsheim                                             | TSV Tettnang                                               |                                                            |
| 2002/03   | TSV Crailsheim                                             | SV Eintracht Kirchheim/Dirgenheim                          | 4:1                                                        |
| 2003/04   | TSV Crailsheim                                             | TSV Tettnang                                               | 5:0                                                        |
| 2004/05   | Eintracht Seekirch                                         | FV Vorwärts Faurndau                                       | 3:0                                                        |
| 2005/06   | FV Löchgau                                                 | SV Jungingen                                               | 6:1                                                        |
| 2006/07   | VfL Sindelfingen II                                        | SV Eutingen                                                |                                                            |
| 2007/08   | FV Löchgau                                                 | Eintracht Seekirch                                         | 2:0                                                        |
| 2008/09   | TSV Ludwigsburg                                            | Eintracht Seekirch                                         | 1:0                                                        |
| 2009/10   | VfL Sindelfingen II                                        | TB Neckarhausen                                            | 4:0                                                        |
| 2010/11   | VfL Sindelfingen II                                        | TB Neckarhausen                                            | 2:0                                                        |
| 2011/12   | TV Derendingen                                             | TSV Langenbeutingen                                        | 0:0 n. V., 4:2 i. E.                                       |
| 2012/13   | TV Derendingen                                             | FV Löchgau                                                 | 3:0                                                        |
| 2013/14   | Spvgg Rommelshausen                                        | VfL Sindelfingen II                                        | 3:0                                                        |
| 2014/15   | SV Hegnach                                                 | FV Löchgau                                                 | 4:0                                                        |
| 2015/16   | SV Alberweiler                                             | TV Derendingen                                             | 1:0                                                        |
| 2016/17   | SV Alberweiler                                             | VfL Sindelfingen II                                        | 1:0                                                        |
| 2017/18   | SV Alberweiler                                             | FV Löchgau                                                 | 4:0                                                        |
| 2018/19   | SV Hegnach                                                 | SV Alberweiler                                             | 1:1 n. V., 4:2 i. E.                                       |
| 2019/20   | SV Alberweiler                                             | FV Löchgau                                                 | 2:1                                                        |
| 2020/21   | Pokalwettbewerb aufgrund der COVID-19-Pandemie abgebrochen | Pokalwettbewerb aufgrund der COVID-19-Pandemie abgebrochen | Pokalwettbewerb aufgrund der COVID-19-Pandemie abgebrochen |
| 2021/22   | SV Hegnach                                                 | TSV Tettnang                                               | 3:0                                                        |
| 2022/23   | SV Hegnach                                                 | SV Alberweiler II                                          | 2:0                                                        |
| 2023/24   | VfB Stuttgart                                              | SV Hegnach                                                 | 3:0                                                        |

### Rekordpokalsieger
| Rang | Verein             | Pokalsiege | Jahr(e)                                        |
| --- | ------------------ | ---------- | ---------------------------------------------- |
| 1 | TSV Crailsheim     | 8          | 1992, 1993, 1994, 1995, 2000, 2002, 2003, 2004 |
| 2 | SV Oberteuringen   | 6          | 1982, 1985, 1986, 1991, 1998, 1999             |
| 2 | VfL Sindelfingen   | 6          | 1987, 1989, 1990, 2007 1, 2010 1, 2011 1       |
| 4 | SG Schorndorf 2    | 5          | 1978, 1979, 1981, 1983, 1984                   |
| 5 | SV Alberweiler     | 4          | 2016, 2017, 2018, 2020                         |
| 5 | SV Hegnach         | 4          | 2015, 2019, 2022, 2023                         |
| 7 | TSV Ludwigsburg    | 3          | 1988, 1996, 2009                               |
| 7 | Eintracht Seekirch | 3          | 1997, 2001, 2005                               |
| 9 | TV Derendingen     | 2          | 2012, 2013                                     |
| 9 | FV Löchgau         | 2          | 2006, 2008                                     |
| 1 Die Titel in den Jahren 2007, 2010 und 2011 wurden von der 2. Mannschaft des VfL Sindelfingen, 0.dem VfL Sindelfingen II, gewonnen. 2 Alle Titel wurde vom Vorgängerverein, dem VfL Schorndorf, gewonnen. |                    |            |                                                |

## Trivia
Der VfL Sindelfingen ist der einzige Verein, bei dem sowohl die Männer- (1971), als auch die Frauen-Mannschaft (1987, 1989, 1990, 2007, 2010, 2011) den Pokal holten. Der TSV Crailsheim war als Rekordtitelträger bei den Frauen (1992, 1993, 1994, 1995, 2000, 2002, 2003 und 2004) bereits kurz davor, diese Besonderheit ebenfalls zu erreichen, jedoch scheiterten die Männer bei der Finalteilnahme 2008 durch eine 2:3-Niederlage gegen den 1. FC Heidenheim. Erstmals konnten 2024 die Frauen vom VfB Stuttgart den Titel holen, bei den Männern haben die Amateure vier Mal den Pokal gewonnen.